# DEAD END (バンド)
DEAD END（デッドエンド）は、日本のロックバンド。

## メンバー
- MORRIE（大塚基之 1964年3月4日 - ）(Vocal, 1984-1990, 2009-)
- "CRAZY" COOL - JOE（増本 正志 1964年2月16日 - ）(Bass, 1984-1990, 2009-)

### 旧メンバー
- TAKAHIRO（香川孝博）（Guitar, 1984-1986）（後にTHE WILLARDに加入）
- TANO（田野勝啓）(Drums, 1984-1987)（デビュー直前に脱退）
- YOU（足立祐二 1964年3月10日 - 2020年6月16日）(Guitar, 1986-1990, 2009-2020)[2]
- MINATO（湊雅史）(Drums, 1987-1990, 2009)

### サポート・ドラマー
ツアーの不参加を表明したMINATOに代わってゲスト参加したサポートドラマー。
- 真矢（LUNA SEA）
- 山崎慶（Venomstrip）
- 下田武男（Nuovo Immigrato）

## 来歴
1984年暮れ、元LIARのMORRIE (Vo)とTAKAHIRO (Gt)、元RAJASの"CRAZY" COOL- JOE (B) を中心に結成。後に元TERRA ROSAのTANO (Dr) が加入して本格的にバンドが始動。
当時、「LIAR」「RAJAS」「TERRA ROSA」はロックシーンでかなり名の通ったバンド達で、そこからのメンバーで構成されたDEAD ENDはデビュー前から注目を浴びており、1985年3月の大阪・バーボンハウスで行われたライブは、デビュー・ライブにして470人の観客を動員。ライヴをやるたびに動員を増やしては、全国各地のライヴハウス動員記録をたて続けに塗り替えて行く。
翌1986年には、"DADEMONIUM BREAK TOUR'86 Vol.1"と題しての全国ツアーを開催。このツアー直後、DEAD END結成の中心人物であるTAKAHIRO (Gt) が脱退。後任にTERRA ROSAに在籍した状態でYOUが加入し、レコーディングに参加する。
同年6月、インディーズレーベルから1stアルバム『DEAD LINE』を1万枚限定でリリース。このアルバムリリースを記念しての大阪・バーボンハウスで開かれた発売記念ギグに800人を動員。今ほどメジャーでは無かったインディーズシーンにおいて2万枚の売上を記録し、2万枚突破を記念して制作されたピクチャー盤も予約のみで完売した。
メジャー・デビュー直前にドラムのTANOが病による体調不良で脱退。1987年5月に行われたオーディションで元SABER TIGER（北海道）のMINATOが加入し、同年9月にInvitationからアルバム『GHOST OF ROMANCE』でメジャー・デビューを果たす。同年12月にはメタル・ブレイド・レコーズを通じて全米でリリースされた。
計4枚のアルバムと1枚のライブ・アルバムを送り出し、1990年1月に解散。当初、「MINATOのみが脱退し、バンド自体は継続する」という話になっていたが、後任のドラマーを見つけられなかったため、そのまま解散へと至った。
2009年、DEAD ENDの再結成を発表。8月15日に幕張メッセで行われた「JACK IN THE BOX2009 SUMMER」のライヴステージで復活を果たす。
同年11月11日には5thアルバム『METAMORPHOSIS』をリリース。同日、1stアルバム『DEAD LINE』をSMDより、2ndアルバム『GHOST OF ROMANCE』、3rdアルバム『shámbara』をビクターエンタテインメントより、12月23日には4thアルバム『ZERO』、ライブ・アルバム『DEAD END』をBMG JAPANより、デジタルリマスター盤として再発。『GHOST OF ROMANCE』『shámbara』はSHM-CD、『ZERO』『DEAD END』はBlu-spec CDでリリースされた。
2009年11月17日・11月20日に、再結成後初となるツアー「DEAD END Tour 2009 "Metamorphosis"」を開催したが、MINATOがツアーの不参加を表明したため、代わりに真矢  がゲスト参加した。MORRIEによれば、MINATOは再結成当初から「レコーディングは全部やるがライブはわからない」と制限付で活動を保留していたという。
2011年1月22日から2月8日、Acid Black Cherry主催イベント「“The Sixth Sense”」 全8公演に参加。
2011年に再結成後2度目となるツアー「DEAD END tour "DEATH ACE 2011"」を開催。サポートドラマーは山崎慶。
2011年11月から2012年1月にかけて3か月連続シングルリリースを発表、11月9日に第1弾「Conception」、12月14日に第2弾「Final Feast」、翌年1月11日に第3弾「夢鬼歌」リリース。
2012年3月7日、3か月連続シングルが収録された約2年半ぶりとなるオリジナル・アルバム『Dream Demon Analyzer』をリリース。アルバム封入フライヤーにて、DEAD END Major Debut 25th Anniversary LIVE「Kaosmoscape」開催を発表。3月10日より、約20年ぶりとなる全国ツアーDEAD END tour 2012 “Dream Demon Analyzer〜夢鬼解析装置〜”（13都市13公演）を開催。
2012年7月14日、DEAD ENDオフィシャルホームページ上に「Devil Sleepers」なる謎のバンドの「Dead Night Rocks」と銘打ったワンマンライブが行われることが掲載される。7月29日、Nack5番組内で正式に「Devil Sleepers」がDEAD END本人であること、そして「Dead Night Rocks」がDEAD END Major Debut 25th Anniversary LIVE「Kaosmoscape」と並行したハウスツアーであることが発表される。
2012年8月4日、イベント｢a-nation musicweek Charge Go! ウイダーinゼリー」BAND NATION（代々木第一体育館）に参加。
2012年9月8日、DEAD END Major Debut 25th Anniversary LIVE「Kaosmoscape」を大阪御堂会館にて開催。
2012年9月10日、DEAD END Live House Tour「Dead Night Rocks」を大阪・SHINZAIBASHI VARON、9月14日に東京・目黒鹿鳴館にて開催。
2012年9月16日、DEAD END Major Debut 25th Anniversary LIVE「Kaosmoscape」を渋谷公会堂にて開催。この公演を収録したDVDとBlu-rayを12月12日に同時リリース。
2012年12月29日、「COUNTDOWN JAPAN 12/13」に出演。
2013年9月4日、トリビュート・アルバム『DEAD END Tribute -SONG OF LUNATICS-』がリリース。
2014年9月5日、DEAD END LIVE「ZERO Release 25th Anniversary "ZERO 2014"」を新宿ReNYにて開催。1989年9月21日にリリースされたアルバム『ZERO』の発売25周年を記念して行われた。演奏曲はアルバム『ZERO』収録曲のみ（ZERO[+2]に収録された「Good Morning Satellite」「原始のかけら」含む）。
2015年6月27日、幕張メッセで開催されたLUNA SEA結成25周年記念の主宰ロックフェス「LUNATIC FEST.」に出演。9月12日に渋谷TSUTAYA O-EASTでDEAD END主催ライヴイベント「四鬼夜行-六喰-」を開催後、4都市5公演のツアー「WITCH HUNT 2015」を開催。
2020年6月16日、YOU（足立祐二）が敗血症により死去。

## 影響
多くのヴィジュアル系バンドがヴィジュアルやサウンド、歌詞の世界観に影響を受けている。アルバムごとに音楽性やルックスが変化していったため、一口に「DEAD ENDに影響を受けた」と言っても、バラバラである。

### ヴィジュアル面
『GHOST OF ROMANCE』〜『shámbara』あたりまでのMORRIEの髪を立てて、太めのヘアバンドというヘアスタイルに黒い衣装という出で立ちはインパクトが大きかったため、真似をされることが多かった。

### サウンド面
主に『ZERO』で聞かれるクリーントーンのギターによる広がりのあるサウンドに影響を受けたバンドと『DEAD LINE』のダークでヘヴィーなサウンドに影響を受けたバンドに分かれる。MORRIEの唱法に影響を受けたボーカリストも多い。

### 歌詞面
『ZERO』での終末観やタナトスの香り漂う表現などの影響もあるが、特に初期の「骸骨」「胎児」「串刺し」などのグロテスクな単語が後進の表現の幅を広げた。

### 影響を与えたミュージシャン
YOSHIKIはメンバーとの付き合いも古く、MINATOの事を尊敬するドラマーの一人として挙げている。
河村隆一は自身のソロアルバム「evergreen anniversary edition」で「SERAFINE」をカバー。「VANILLA」のレコーディングにYOUが参加し、その後、ツアーメンバーとして起用している。
HYDEは「メンバーもみんなDEAD ENDが大好きだったので、「じゃあこの曲やるよ」って言うとみんなすぐ弾けるんです」と語り、「SPIDER IN THE BRAIN」等をライブで演奏していた。また、元ドラマーのsakuraはMINATOのローディーをしていた。
清春は「今も自分がここに居るほとんどが、MORRIEさんへの憧れからですね。」と語っており、自身のソロアルバム「poetry」ではMORRIEにゲスト参加を打診したが、「歌ってもらうのは恐れ多い」として、ギターで参加させた。
yasuは「DEAD ENDの音楽性とアンサンブルに影響を受けた」としている。
La'cryma ChristiのギタリストのHIRO、ベーシストのSHUSEはDEAD ENDを好きなバンドに挙げている。
akiは、かつてMORRIEのコピーをしていたことが「今現在のボーカルスタイルの基礎になって」いると語っている。
2013年トリビュート・アルバム「DEAD END Tribute -SONG OF LUNATICS-」がリリースされた際には、上記ミュージシャンを始め、多数のヴィジュアル系ミュージシャンが参加した。

## ディスコグラフィ

### アルバム

#### オリジナル・アルバム
|     | 発売日         | タイトル             | 規格        | 規格品番                                                                     | 発売元                     | オリコン最高位 |
| --- | -------------- | -------------------- | ----------- | ---------------------------------------------------------------------------- | -------------------------- | -------------- |
| 1st | 1986年6月30日  | DEAD LINE            | アナログ    | NIGHT009 (初盤) DEAD-001,DEAD-003 (ピクチャーレーベル盤) DEAD-2 (通常盤)     | ナイトギャラリーレコード   | 24位           |
| 1st | 1988年         | DEAD LINE            | アナログ    | MAJ-1 (アナログ盤再発)                                                       | Major Records              | 24位           |
| 1st | 1988年         | DEAD LINE            | CD          | METAD-1 (ボーナス・トラック2曲入りCD)                                        | Major Records              | 24位           |
| 1st | 2009年11月11日 | DEAD LINE            | CD          | DCCL-12/3 (リマスター再発、DVD付初回限定盤) DCCL-14 (リマスター再発、通常盤) | SMD                        | 24位           |
| 2nd | 1987年9月8日   | GHOST OF ROMANCE     | アナログ    | VIH-28302                                                                    | Invitation                 | 14位           |
| 2nd | 1987年9月8日   | GHOST OF ROMANCE     | カセット    | VCF-10328                                                                    | Invitation                 | 14位           |
| 2nd | 1987年9月8日   | GHOST OF ROMANCE     | CD          | VDR-1405                                                                     | Invitation                 | 14位           |
| 2nd | 2009年11月11日 | GHOST OF ROMANCE     | SHM-CD      | VICL-70022 (リマスター&ボーナス・トラック1曲入り再発)                        | ビクターエンタテインメント | 14位           |
| 3rd | 1988年5月21日  | shámbara             | CD          | VDR-1510                                                                     | Invitation                 | 29位           |
| 3rd | 2009年11月11日 | shámbara             | SHM-CD      | VICL-70023 (リマスター&ボーナス・トラック2曲入り再発)                        | ビクターエンタテインメント | 29位           |
| 4th | 1989年9月21日  | ZERO                 | CD          | R32H-1083                                                                    | BMGビクター                | 21位           |
| 4th | 2009年12月23日 | ZERO                 | Blu-spec CD | BVCL-20030 (リマスター&ボーナス・トラック2曲入り再発売)                      | Ariola Japan               | 21位           |
| 5th | 2009年11月11日 | METAMORPHOSIS        | CD          | DCCL-15/6 (DVD付初回限定盤) DCCL-17 (通常盤)                                 | SMD                        | 14位           |
| 6th | 2012年3月7日   | DREAM DEMON ANALYZER | CD          | AVCD-38421 (DVD付初回限定盤) AVCD-38422 (通常盤)                             | motorod                    |                |

#### ライブ・アルバム
| 発売日         | タイトル | 規格        | 規格品番     | 発売元       | 備考                                                  | オリコン最高位 |
| -------------- | -------- | ----------- | ------------ | ------------ | ----------------------------------------------------- | -------------- |
| 1990年7月21日  | DEAD END | CD          | BVCR-3001/2  | BMGビクター  | 2枚組                                                 | 54位           |
| 1995年5月24日  | DEAD END | CD          | BVCR-1012    | BMGビクター  | Disc 1の分割再発売、タイトルは「DEAD END LIVE ACT-1」 | 54位           |
| 1995年5月24日  | DEAD END | CD          | BVCR-1013    | BMGビクター  | Disc 2の分割再発売、タイトルは「DEAD END LIVE ACT-2」 | 54位           |
| 2009年12月23日 | DEAD END | Blu-spec CD | BVCL-20028/9 | Ariola Japan | リマスター盤                                          | 54位           |

#### ベスト・アルバム
| 発売日        | タイトル     | 規格 | 規格品番     | 発売元          | オリコン最高位 |
| ------------- | ------------ | ---- | ------------ | --------------- | -------------- |
| 1997年6月21日 | ALL IN ONE   | CD   | BVCR-1543    | BMGジャパン     |                |
| 2005年1月26日 | ∞ (infinity) | CD   | BVCH-48001/2 | BMGファンハウス | 198位          |

#### トリビュート・アルバム
|     | 発売日       | タイトル                            | 規格 | 規格品番   | 発売元  |
| --- | ------------ | ----------------------------------- | ---- | ---------- | ------- |
| 1st | 2013年9月4日 | DEAD END Tribute -SONG OF LUNATICS- | CD   | AVCD-38651 | motorod |

### シングル
|     | 発売日         | タイトル               | 規格 | 規格品番                                         | 発売元      | 収録アルバム            | オリコン最高位 |
| --- | -------------- | ---------------------- | ---- | ------------------------------------------------ | ----------- | ----------------------- | -------------- |
| 1st | 1988年12月16日 | BLUE VICES             | CD   | VDRS-1105                                        | Invitation  | shámbara (2009年再発盤) |                |
| 2nd | 1989年7月21日  | SO SWEET SO LONELY     | CD   | B10D-133                                         | RCA         | ZERO                    |                |
| 3rd | 1990年4月21日  | GOOD MORNING SATELLITE | CD   | BVDR-6                                           | BMGビクター | ZERO (2009年再発盤)     | 75位           |
| 4th | 2011年11月9日  | Conception             | CD   | AVCD-48167/B(DVD付初回限定盤) AVCD-48168(通常盤) | motorod     | Dream Demon Analyzer    | 37位           |
| 5th | 2011年12月14日 | Final Feast            | CD   | AVCD-48219/B(DVD付初回限定盤) AVCD-48220(通常盤) | motorod     | Dream Demon Analyzer    | 39位           |
| 6th | 2012年1月11日  | 夢鬼歌                 | CD   | AVCD-48254/B(DVD付初回限定盤) AVCD-48255(通常盤) | motorod     | Dream Demon Analyzer    | 36位           |

### フォノシート・特典EP
| 配布日        | タイトル            | 規格         | 規格品番  | 発売元                   | 備考 |
| ------------- | ------------------- | ------------ | --------- | ------------------------ | --- |
| 1986年6月19日 | REPLICA (首)        | フォノシート | NIGHT0011 | ナイトギャラリーレコード | 大阪･バーボン・ハウスでの初ライブにて無料配布、『DEAD LINE』CD版にボーナストラックとして収録            |
| 1986年6月30日 | WORST SONG          | EP           | DEAD-003  | NightGallery             | 『DEAD LINE』の初回特典、YOUがギターを担当したバージョンは『DEAD LINE』CD版にボーナストラックとして収録 |
| 1987年9月     | GRAVE OF THE SHADOW | フォノシート |           | ビクター音楽産業         | 『GHOST OF ROMANCE』プロモーション用、後に『GHOST OF ROMANCE』2009年リマスター版に収録                  |
| 1988年2月     | DEAD END            | EP           | MAJ-001   | MAJOR RECORDS            | フォノシート「REPLICA (首)」と、特典EP「WORST SONG」を1枚に編集したもの                                 |

### 映像作品
|     | 発売日         | タイトル                                                            | 規格    | 規格品番   | 発売元               |
| --- | -------------- | ------------------------------------------------------------------- | ------- | ---------- | -------------------- |
| 1st | 1988年12月16日 | Psychoscape                                                         | VHS     | VTM-159    | Invitation           |
| 1st | 2005年1月21日  | Psychoscape                                                         | DVD     | VIBL-244   | Victor Entertainment |
| 2nd | 1989年12月6日  | HYPER d.                                                            | VHS     | B48V-90004 | BMGビクター          |
| 2nd | 2001年5月23日  | HYPER d.                                                            | DVD     | BVBK-31007 | BMGファンハウス      |
| 3rd | 2012年12月12日 | DEAD END 25th Anniversary LIVE Kaosmoscape at 渋谷公会堂 2012.09.16 | DVD     | AVBD-92004 | motorod              |
| 3rd | 2012年12月12日 | DEAD END 25th Anniversary LIVE Kaosmoscape at 渋谷公会堂 2012.09.16 | Blu-ray | AVXD-91621 | motorod              |